# Partido Marxista Leninista de Filipinas
El Partido Marxista-Leninista de Filipinas (del Idioma tagalo: Marxista-Leninistang Partido ng Pilipinas) es un organización comunista filipino, escindido del Nuevo Ejército del Pueblo, que mantiene una resistencia permanente contra el gobierno filipino, a través de su brazo armado, el Rebolusyonaryong Hukbong Bayan (RHB).

## Historia
El grupo, que opera principalmente en Luzón Central, se formó en 1998, cuando se separó del Partido Comunista de Filipinas debido a diferencias ideológicas debido a diferencias ideológicas.
En 2002, comenzaron las primeras rendiciones de algunos líderes, especialmente debido a las duras condiciones en las que se encontraban en los campamentos de montaña. El 3 de marzo de 2003, miembros del MLPP-RHB mataron a un Tanod en Purok 1, barangay Barruya, Pampanga.
El 4 de mayo de 2003, diez guerrilleros del Partido Marxista-Leninista de Filipinas-Rebolusyonaryong Hukbong Bayan (MLPP-RHB) murieron tras un enfrentamiento con fuerzas gubernamentales en Barangay Taposo, Candelaria, Zambales. El 24.º Batallón de Infantería de Candelaria, Zambales, encontró dos fusiles M14, un fusil M16, cuatro granadas, 307 balas para un M-60, una radio bidireccional, unos binoculares y 22 mochilas con las pertenencias personales y documentos de los insurgentes, según informaron los miembros del ejército.
El conflicto continúa de manera esporadica
 aunque los incidentes cubiertos por los medios de comunicación se centran más en los derivados de la rivalidad entre el RHB y el NPA.
El 30 de octubre de 2007, Arturo Tolentino alias Ka Siano o Ka Turo fue asesinado en un encuentro contra las autoridades en Barangay San Juan, Sámal, Bataan. Las autoridades lo señalaron como el principal sospechoso del asesinato del inspector jefe Guillermo Tolentino, quien entonces era oficial adjunto de inteligencia de Bataan, en el año 2000.
En agosto de 2010, cinco miembros del MLPP-RHB fueron arrestados por elementos del Ejército y la Policía Nacional Filipina, tras ser capturados al final de una persecución en Luzón Central. El 16 de mayo, el brazo armado Partisano del grupo se atribuyó el asesinato de Edwin Abella, jefe del barangay North Bay Boulevard South, en su domicilio de Navotas.

## Declive
En junio de 2015, un encuentro en una casa de seguridad entre miembros del MLPP-RHB dejó cinco guerrilleros muertos y el arresto de Ryan Lising, luego de una operación en Barangay San José Matulid, México, Pampanga. Las autoridades incautaron un fusil M16, dos carabinas, cuatro armas de fuego cortas, una granada de mano, dos revólveres calibre .38 y una cantidad indeterminada de municiones y cargadores.
El 23 de enero de 2016, el concejal de Malabón, Merlín "Tigre" Mañalac, fue asesinado a tiros por motociclistas armados, cerca de su casa en Bangaray Tinajeras, Malabón. Las autoridades afirmaron que el ataque fue perpetrado por guerrilleros del MLPP-RHB. el MLPP-RHB negó posteriormente ser responsable del homicidio.
El 26 de noviembre de 2018, nueve miembros del MLPP-RHB se entregaron en una de las bases de patrulla del 48.º Batallón de Infantería en la provincia de Bataán, entregando un fusil M14 improvisado con 26 cartuchos, dos revólveres calibre .38 con 13 balas reales y una granada de mano.